# Korallos-barlang (Budapest)
A Korallos-barlang a Duna–Ipoly Nemzeti Parkban lévő Budai-hegységben, Budapest II. kerületében található egyik barlang. A Francia-bánya leghosszabb barlangja.

## Leírás
A Szépvölgyi út felső harmadában, az Erdei lak felett lévő Francia-bánya Ny-i falrészének előterében, a falrésztől 10–12 m-re és a bányaudvar talpszintjétől 4 m-rel magasabban van a bejárata. A Látó-hegyi-barlangtól ÉNy-ra 50 m-re kibukkanó korallos mészkőpad felett helyezkedik el.
Lejtős réteglapmenti hasadékbarlang. Eocén szépvölgyi mészkőben jött létre, amelyben néhány helyen kipreparálódott őslények (kagyló) figyelhetők meg. A mészkövön elszórtan borsóköves felületek alakultak ki. Keletkezését egy ferde (45°-os) réteglap preformációja határozza meg, amit valószínűleg tovább bővített melegvizes korrózió. Aljzatát kőzettörmelék és szürkés kiscelli agyag alkotja.
1987-ben volt először Korallos-barlangnak nevezve a barlang az irodalmában.

## Kutatástörténet
Az 1987-es MKBT kutatótábor egyik kutatási helyszíne volt és ekkor lett kibontva. Az 1987. évi Karszt és Barlangban megjelent beszámolóban látható a Francia-bánya barlangjainak helyszínrajza, amelyet Juhász Márton (Barlangtani Intézet) készített. A helyszínrajzon jelölve van a Korallos-barlang helye. A térkép alapján megállapítható, hogy a kőbánya barlangjai közül ez a barlang helyezkedik el legnyugatabbra. A jelentésben az olvasható, hogy a barlang feltárása a tábor elején egy 1 m mély, kitöltött repedés kibontásával kezdődött. A táborozás végén egy 18 m hosszú és 8,3 m mély, huzatos teremben hagyta abba a barlang feltárását a lelkes bontócsapat. A folyóiratban publikálva lett a barlang alaprajz térképe, kiterített hosszmetszet térképe és keresztmetszet térképe. A térképeket Juhász Márton (Barlangtani Intézet) szerkesztette. Az alaprajz térképen megfigyelhető a keresztmetszet elhelyezkedése a barlangban. A térképlapon, az alaprajz térkép használatához jelölve van az É-i irány.
Az 1987. évi MKBT Műsorfüzetben napvilágot látott közleményben az van írva, hogy az 1987. évi központi kutatótábor egyik fő reménye és eredménye volt a Korallos-barlang. A táborozáskor kb. 20 m hosszig kibontott barlang végpontján tovább lehet látni és a végponton nagyon nagy huzat van. A publikációban látható a Francia-bánya barlangjainak helyszínrajza, amelyet Juhász Márton (Barlangtani Intézet) készített. A helyszínrajzon jelölve van a Korallos-barlang helye.
Az 1995. évi Földtani Közlönyben kiadott és Leél-Őssy Szabolcs által írt tanulmány szerint a Rózsadombon és környékén vannak kifejezetten kopár, majdnem ásványmentes barlangok, pl. a Korallos-barlang. Az 1987. évi kutatótáborozáskor lett kibontva a Francia-bányában a Szépvölgyi Mészkő ferde réteglapjai mellett keletkezett Korallos-barlang, amely kb. 10 m mély és lapos hasadék. A barlang végén nagyon erős légáramlás jön ki, amely kb. 6 °C-ra hűti a kis barlangüregben a levegőt.
A befoglaló kőzetben lévő ősmaradványok miatt kapta a barlang furcsa nevét. Ígéretes kutatási pont a Látó-hegyi-barlanggal együtt. Főleg a régi barlangok esetében néhány helyen nagy a bizonytalanság, elsősorban a nevek, de néha a barlangok számának tekintetében is. Különösen a kőfejtőkben, ahol sok kis barlang előfordul, például a Francia-bányában. A tanulmányhoz mellékelve lett a Rózsadomb és környéke barlangjainak helyszínrajza, amelyen jelölve van a barlang helye.
A Szabó József Barlangkutató Szakosztály 2011. május 17-től, a kutatási engedély kézhezvételétől, havonta 3–4-szer végzett feltáró munkát a barlangban, amelynek során agyagos és törmelékes üledék lett eltávolítva a barlangból, de a szakosztály tagjainak nem sikerült szabad járatszakaszba bejutniuk. A tagok célja az volt, hogy összekössék a barlangot a Pál-völgyi-barlangrendszerrel.
A szakosztály tagjai 2012-ben, havonta 3–4-szer végeztek feltáró munkát a barlangban, amelynek során agyagos és törmelékes üledék lett eltávolítva a barlangból, de nem sikerült szabad járatszakaszba bejutniuk. A tagok célja az volt, hogy összekössék a barlangot a Pál-völgyi-barlangrendszerrel. A szakosztály tagjai 2013-ban, havonta egyszer végeztek feltáró munkát a barlangban, amelynek során agyagos és törmelékes üledék lett eltávolítva a barlangból, de nem sikerült szabad járatszakaszba bejutniuk. A tagok célja az volt, hogy összekössék a barlangot a Pál-völgyi-barlangrendszerrel.